# Dynastie Tang en Asie centrale

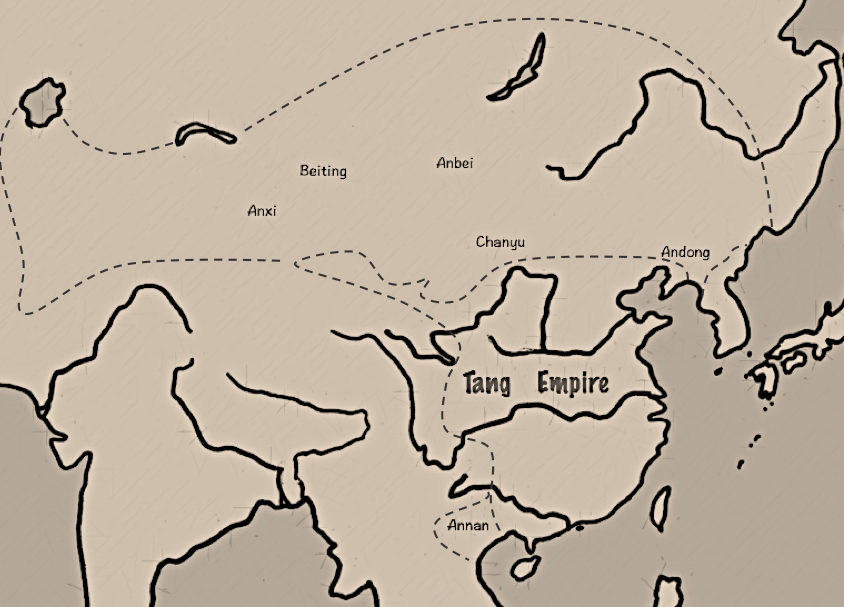
Carte des six protectorats majeurs de la dynastie Tang. Les protectorats sont marqués comme Anxi, Anbei, Andong.

La période de la dynastie Tang en Asie centrale est la période durant laquelle l’extension du territoire de la dynastie Tang en Asie centrale lui donne le contrôle direct ou indirect du bassin du Tarim, du désert de Gobi et, globalement, d'une grande partie de l'Asie centrale. Cette période couvre le VIIe et, dans une moindre mesure, le VIIIe siècle de notre ère. Cette expansion est le résultat de guerres menées contre les empires Göktürk et Xueyantuo, mais également contre les États du bassin du Tarim. Néanmoins, ces gains territoriaux ne sont pas stables car, par exemple, les Tang perdent temporairement le contrôle du bassin du Tarim au profit des Tibétains dans les années 680 et leur expansion au nord du désert de Gobi est contrecarrée en 682. Les succès militaires de l'empereur Taizong sont en partie une conséquence des changements qu'il initia au sein de l'armée chinoise, dont une amélioration de l'armement. Cet empereur a mis l'accent sur la cavalerie, un point très important car la plupart de ses adversaires non chinois sont des peuples nomades, qui utilisent efficacement les chevaux pour combattre.

## L'histoire

Les campagnes de l'empereur Taizong dans le bassin du Tarim

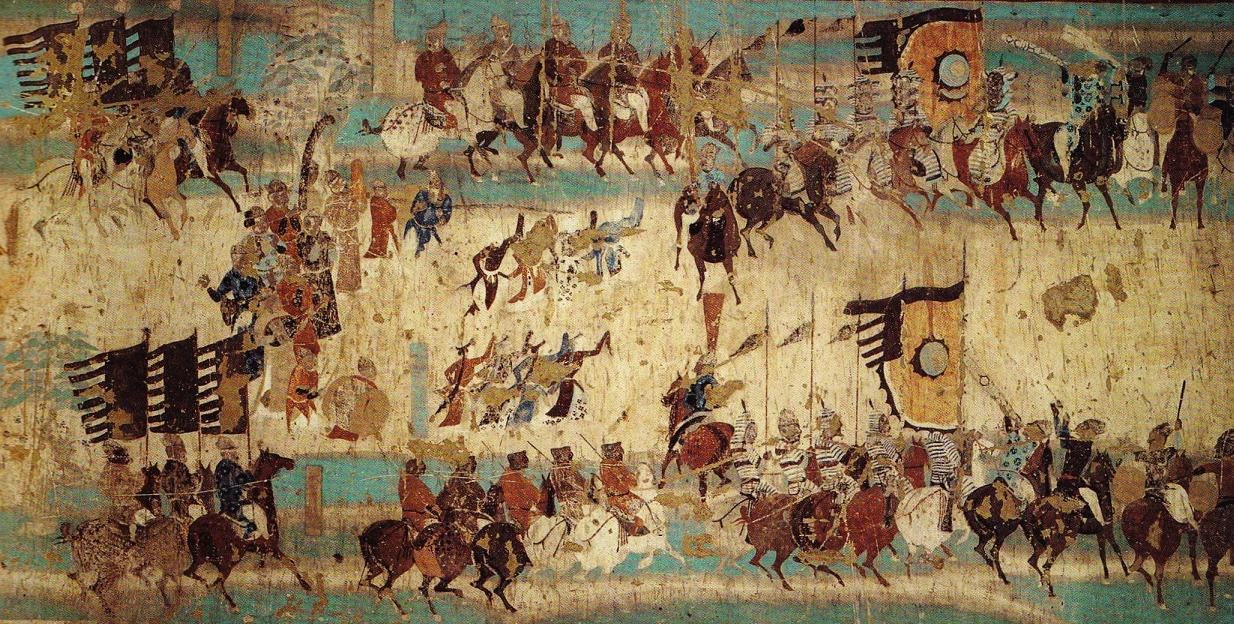
Peinture murale commémorant la victoire du général Zhang Yichao sur l'empire tibétain en 848. Grotte de Mogao 156, fin de la dynastie chinoise des Tang

### Expansion des Tang
La dynastie Tang est l'un des âges d'or de l'histoire chinoise. Après les dévastations engendrées par la guerre civile ayant marqué la chute de la dynastie Sui, les empereurs Tang sont désireux de sécuriser les frontières de la Chine en vainquant les Gokturks, qui constituent alors la principale menace militaire pour la Chine du Nord. En conséquence, les empereurs Tang ont organisé plusieurs campagnes contre les Gokturks afin de les neutraliser et de sécuriser les frontières de la Chine. La sécurisation du bassin du Tarim, point de passage obligé de routes commerciales clés, dont la route de la soie, est également un objectif affiché des Tang.

#### Conquête des Gokturks orientaux par les Tang
Les Gokturks orientaux, dont l'empire se situe directement sur la frontière nord de la Chine, constituent la principale menace pour la jeune dynastie Tang. Après la défaite et la mort de Liang Shidu, dernier seigneur de guerre à contester leur légitimité, les Tang sont prêts à marcher contre les Göktürks orientaux. En 630, l'armée des Tang marche contre les Gokturks et leur inflige une défaite dans le sud de la Mongolie, les obligeant à fuir. Cependant, la vraie victoire a lieu lorsque Li Jin, considéré comme étant l'un des meilleurs généraux chinois, surprend le Khan des Göktürks orientaux avec une troupe rapide de 3 000 cavaliers lors de la bataille de Ying Shan, qui implique également une arrière-garde de plus de 100 000 soldats Tang. Cette bataille s'achève par la destruction de l'armée des Gokturks, entraînant la capture du Khan et de plus de 120 000 de ses sujets. C'est ainsi que prend fin l'empire des Göktürks orientaux. Après cette victoire, l'empereur Tang Taizong prend le titre de Tian Kehan, ou "Khagan Céleste" des Gokturks.

#### Conquête des Xueyantuo par les Tang
Les Xueyantuo avaient aidé les armées Tang à vaincre les Gokturks de l'Est, mais après la disparition de ces derniers, les relations entre la dynastie chinoise et leurs alliés deviennent hostiles car les Xueyantuo continuent d'attaquer les Gokturks, qui sont désormais des sujets des Tang.
En 642, après une ultime provocation du Khan des Xueyantuo, Taizong envoie une armée attaquer ces derniers et les détruit,.

#### Conquête des Gokturks occidentaux par les Tang
Dans un premier temps, les Gokturks occidentaux ne constituent pas une menace pour les Tang. En effet, leur empire s'étend à l'ouest de celui des Gokturks orientaux et ils n'ont aucune frontière commune avec les Tang. De plus, les Gokturks occidentaux étant des ennemis des orientaux, ils n'hésitent pas à aider les Tang dans leur guerres contre ces derniers. Au début, les relations sont donc pacifiques, voire amicales. Cependant, une guerre civile et des conflits internes au sein des Gokturks occidentaux donnent aux Tang la possibilité de s’étendre en Asie centrale. De 642 à 645, l'armée des Tang défait les Gokturks occidentaux et les chasse de la Dzoungarie.
En 657, les Tang infligent une défaite au dernier khan des Gokturks occidentaux et s'emparèrent de tout le territoire de ces derniers.

#### Le deuxième Kaghanat Göktürk
Dans ce qui a été décrit comme "une réponse à la montée de quelque chose qui ressemble à un sentiment national"  le Kaghanat des Gokturks orientaux est rétabli en 682 par Elterish (alias Qutlugh) . Dans les inscriptions de l'Orkhon, le fils d'Elterish décrit les débuts modestes de la lutte de son père contre les Tang :
 Mon père, le kaghan, partit avec dix-sept hommes, et au fur et à mesure que la rumeur courait qu'il était parti et qu'il avançait, ceux qui étaient dans les villes montèrent dans les montagnes et ceux qui étaient dans les montagnes descendirent, ils se rassemblèrent et étaient soixante dix-sept hommes. Parce que le ciel leur donnait de la force, l'armée de mon père était comme des loups et ses ennemis étaient comme des moutons. [...] Quand ils étaient sept cents, conformément aux institutions de mes ancêtres, mon père organisa ceux qui avaient été privés de leur état, ceux qui avaient été privés de leur kaghan, devenus esclaves et serviteurs, qui avaient perdu leurs institutions turques "  
Le nouveau Kaghanat est centré sur le cours supérieur de l'Orkhon et l'Ötükän, ce qui correspond vraisemblablement aux monts Khangaï. Après des décennies de guerre et d'attaques sur les frontières avec la Chine, la paix entre les deux empires est conclue en 721-22. À la suite de cet accord, le deuxième Kaghanat Göktürk reste un vassal de la dynastie Tang, à laquelle il verse un tribut. Il survit jusqu'aux années 740, durant lesquelles il disparaît à cause de conflits internes et est remplacé par le Kaghanat ouïgour.

### Bataille de la rivière Talas et révolte d'An Lushan
La bataille de Talas est un conflit entre, d'une part, le califat arabe des Abbassides et son allié l'empire tibétain et d'autre part la dynastie Tang, alors gouvernée par l'empereur Xuanzong. En juillet 751, les forces Tang et Abbassides se rencontrent dans la vallée de la rivière Talas pour se disputer le contrôle de la région de Syr-Daria en Asie centrale. Après une impasse au cours de plusieurs jours de combat, les Tang perdent la bataille parce que les Karlouks passent du camp chinois à celui des Abbassides.
Après cette défaite, les Tang contre-attaquent sur le plan diplomatique et utilisent les tribus locales pour lutter contre les troupes arabes présentes dans la région, tout en préparant une nouvelle expédition militaire. Mais la révolte d'An Lushan éclate en décembre 755, avant que ladite expédition soit lancée, et les Tang sont obligés de rappeler toutes les troupes déployées en Asie Centrale pour lutter contre les rebelles. Ce repli marque la fin de l'expansion territoriale des Tang vers l'ouest, laissant aux musulmans le contrôle de la Transoxiane pendant quatre cents ans.

### Repli de l'influence des Tang après 763
En 755, la dynastie Tang subit donc la révolte d'An Lushan et perd beaucoup d'influence en Asie centrale. Si, au début, les Tibétains semblent tirer profit de ce repli, très vite, cette région tombe sous la domination des Ouïghours. L'influence des Tang et leur domination des régions du Nord-Ouest se poursuit toutefois jusqu'à la chute de la dynastie en 907, date à laquelle les Tangoutes prennent le contrôle du corridor du Hexi. Quelques années plus tard, ils fondèrent la dynastie des Xia occidentaux.

#### Relations Tang-Ouïgour
Bien qu'ils aient pris le contrôle de la plus grande partie de l'actuelle Mongolie durant la révolte d'An Lushan, les Khans ouïghours maintiennent des relations relativement cordiales avec la dynastie Tang, acceptant de nombreux titres des empereurs Tang. en 788, le Khan ouïghour implore l'empereur Tang de changer le titre des Ouïghours de Huihe (回紇) à Huihu (回鶻).

#### Chute du khanat ouïghour
Vers le milieu des années 800, le pouvoir du khanat ouïghour décline. Attaqués de tous les côtés, les Ouïghours se retirent dans la région du Xinjiang et leur khanat s’effondre, avant d'être remplacé par d’autres peuples.

## Voir également
- Rôle du cheval dans la guerre en Asie de l’Est
- Histoire militaire de la Chine
- Protectorat Général pour Pacifier L'Ouest
- Protectorat Général pour Pacifier le Nord
- Protectorat général pour pacifier l'Est
- Dynastie Yuan en Asie centrale